# V’stärker aus (Das Akustik-Album)
V’stärker aus (Das Akustik-Album) ist das erste im Studio produzierte Akustikalbum von Thomas Godoj. Es wurde am 25. September 2015 über sein eigenes Musiklabel Tomzilla Musik veröffentlicht. Wie auch das fünfte Studioalbum wurde dieses Akustik-Album in Eigenregie finanziert. Über die Crowdfunding-Plattform Startnext konnte 2014 die Finanzierung gesichert werden. Dies ist auch der Grund für die Schreibweise des Titels. In Analogie zum V des fünften Studio-Albums soll das herausgestellte V im Titel des Akustik-Albums darauf aufmerksam machen, dass beide auf dieses Projekt zurückzuführen sind.

## Entstehung
Das Studioalbum V wurde über die Crowdfunding-Aktion finanziert, die Thomas Godoj im Jahr 2014 durchgeführt hatte. Bereits innerhalb von 24 Stunden war das gesteckte Finanzierungsziel in Höhe von 55.000 € erreicht. Damit hatte er den europäischen Crowdfunding-Rekord für Musik gebrochen. Am Ende der Finanzierungsphase, am 5. Juli 2014, waren über 158.000 € zusammengekommen. Entscheidend für die Auszahlung des Betrages ist, dass das gesteckte Ziel in einem bestimmten selbst gewählten Zeitraum erreicht und dass es zweckgebunden eingesetzt wird. Durch diesen großen Erfolg konnte er sich seinen Wunsch, ein Akustik-Album aufzunehmen, erfüllen. Aus den bisherigen fünf Studioalben wurden 14 Songs ausgewählt, die komplett neu interpretiert und arrangiert wurden.
Zum Teil am Hauptmotiv der Songs orientiert, wurde der Musikstil gewählt. Beispielsweise wurden beim gesellschaftskritischen Niemandsland Anleihen im Swing genommen. Genau der Moment, der für Thomas Becker von powermetal.de auf dem Album V (Thomas-Godoj-Album) ein „satt produzierter, intelligent arrangierter und vor allem unwahrscheinlich energiegeladener, fast wütender Power Rock“ ist, präsentiert sich auf dem Akustikalbum als funkige Nummer. Für die neuen Arrangements zeichnen Thomas Godoj, Torsten Bugiel, Sebastian Netz, Moritz Schuster und Sebastian Naas verantwortlich. Neben Akustik Gitarre, Bass, Jazz-Drumset und Percussioninstrumente sind auch Flügel, Cello und Geige eingespielt worden.

## Cover
Für das Artwork zeichnen Sebel, Thomas Godoj und Jennifer Opitz verantwortlich. Die Albumhülle besteht aus 3 Seiten. Alle Seiten sind so gestaltet, als wären sie aus Holz. Das Deckblatt ziert ein Porträt von Thomas Godoj. Es wirkt als sei es von zwei schwarzen Klebestreifen links oben und rechts unten auf ein Holzbrett geklebt. Auf dem oberen linken Streifen steht neben dem Godoj-Logo der Schriftzug THOMAS GODOJ DAS AKUSTIKALBUM und auf dem unteren rechten Streifen liest man V'STÄRKER AUS, wobei das U in AUS von einem gemalten Stromstecker ersetzt wird. Auf der linken Innenseite befindet sich das Godoj-Logo in Weiß wie auf Holzbretter gemalt. In der Mitte befindet sich die CD, deren Hintergrund auch wie ein Holzbrett wirkt. Auf der rechten Innenseite befinden sich die Produktinformationen, wie auf einen Zettel notiert. Auch dieser stilisierte Zettel wirkt als sei er mit einem Klebestreifen links oben auf einem Holzbrett festgeklebt, auf dem CREDITS: steht. In der Mitte des stilisierten Zettels sieht man das Godoj-Logo, auf dessen oberen Rand wie eine Zeichnung die Instrumente zu sehen sind, die eingespielt wurden. Auf der rechten Außenseite ist ein stilisierter Stromstecker zu sehen, der ebenfalls wie auf ein Holzbrett gezeichnet wirkt. Auf der Rückseite findet man die 14 Albumtitel, die auf einem stilisierten Zettel stehen.

## Titelliste
| #   | Titel                          | Länge |
| --- | ------------------------------ | ----- |
| 1.  | Beste Entscheidung             | 3:52  |
| 2.  | So gewollt                     | 3:48  |
| 3.  | Genau der Moment               | 2:49  |
| 4.  | Vermisst du nicht irgendwas    | 4:16  |
| 5.  | Dächer einer ganzen Stadt      | 4:09  |
| 6.  | Was wäre wenn                  | 4:56  |
| 7.  | Niemandsland                   | 4:04  |
| 8.  | Ich fang den Regen auf         | 3:49  |
| 9.  | Liebe zur Sonne                | 3:10  |
| 10. | Uhr ohne Stunden               | 3:54  |
| 11. | Mein letztes Hemd              | 3:30  |
| 12. | Meine Welt ist es nicht        | 3:55  |
| 13. | Abschließen können             | 3:57  |
| 14. | Ein Tag im Leben eines Anderen | 3:01  |

## Musikvideo
Das Video zu Vermisst du nicht irgendwas wurde unter der Regie von Jens López, TripleOne gedreht und am 5. Oktober 2015 über Facebook von Thomas Godoj veröffentlicht. Als Drehort wurde die, in der Maschinenhalle der Zeche Scherlebeck im September 2015 stattfindende Kunstausstellung „ver_netzung“ der Recklinghäuser Künstlerin Danuta Karsten ausgewählt. In dieser Kunstausstellung verleiht Danuta Karsten den Räumen der Zeche mit Folien, Schnüren und Papierschnitten eine neue Ästhetik. In diesen gestalteten Raum platzierten sich die 6 Musiker. Gedreht wurde mit einer Sony FS 100, die mittels einer Hand Gimbal frei im Raum „schwebend“ eingesetzt wurde. Die zum Teil seitenverdrehten Einstellungen waren Teil der Bildsprache des Clips, der ansonsten auf eine Parallelhandlung verzichtet.

## Tour

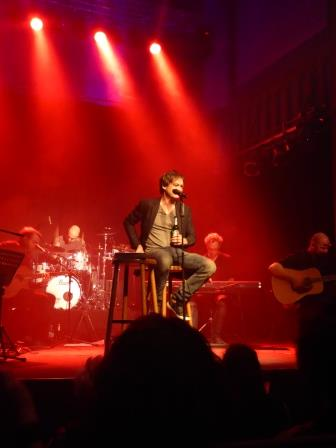
Akustikkonzert in der Kulturkirche, Köln

Die V'stärker aus-Tour startete die Band am 9. Oktober 2015 in Köln in der Kulturkirche. Für diese Tour wurden Orte gewählt, die eine besondere Atmosphäre besitzen. Neben Torsten Bugiel (Jazz-Drumset) und Sebastian Netz (Akustikgitarre), die Thomas Godoj seit Beginn seiner musikalischen Laufbahn begleiten, wird er bei dieser Tour noch von Bianca Preché (Geige), Niklas Hardt (Cello), Hannes Kelch (Akustische Bassgitarre) und Moritz Schuster (Piano) unterstützt. Torsten Meyer von deutsche-mugge.de schreibt in seinem Live-Bericht: „Wenn jemand tatsächlich in der Lage ist, seine Songs in ein abgespecktes, auf das Wesentliche reduziertes Klangbild runter zu brechen, ohne dass man sich beim Hören peinlich berührt fühlt und Ohrenbluten riskiert, dann ist es für mich dieser Thomas Godoj. Seine Nummern haben den nötigen Tiefgang, um sie auch mal anders zu interpretieren,... Da wird nicht einfach nur die E-Gitarre gegen eine Akustikklampfe getauscht, sondern es werden stellenweise völlig neue Songstrukturen geschaffen“.

## Resonanz
Thomas Becker von powermetal.de ist der Meinung, dass das Album die höchste Wertung verdient. Er stellt heraus, dass jeder einzelne Song völlig neu auf seine Kernaussage hin, durchdacht worden sei. Alle seien sorgfältig, ohne musikalisch und stilistisch Grenzen gesetzt zu haben, umarrangiert worden. Er schreibt: „So gewollt präsentiert sich darauf als fetzige Mixtur aus Reggae (wirklich guter Reggae, denn ich mag diesen Stil eigentlich gar nicht) und Rockabilly, die einfach Spaß macht, und Genau der Moment strahlt mit seinen jazzigen Klavier-Tupfern auf einmal ein sehr urbanes, cool-gechilltes Cocktail-Party-Feeling aus (seltsame Assoziation, ich weiß)“. Zu den beiden melancholischen Balladen (Vermisst Du nicht Irgendwas und Dächer einer ganzen Stadt) schreibt er: „Ich höre hier einen Musiker mit einem selten so wahrgenommenen Einfühlungsvermögen, einer Fähigkeit, den Hörer mit intelligenten und nachdenklichen Texten zu den großen und kleinen Themen, die uns alle täglich bewegen, zur erreichen und zum richtigen Zeitpunkt sogar tief zu berühren.“